# 穴釣り

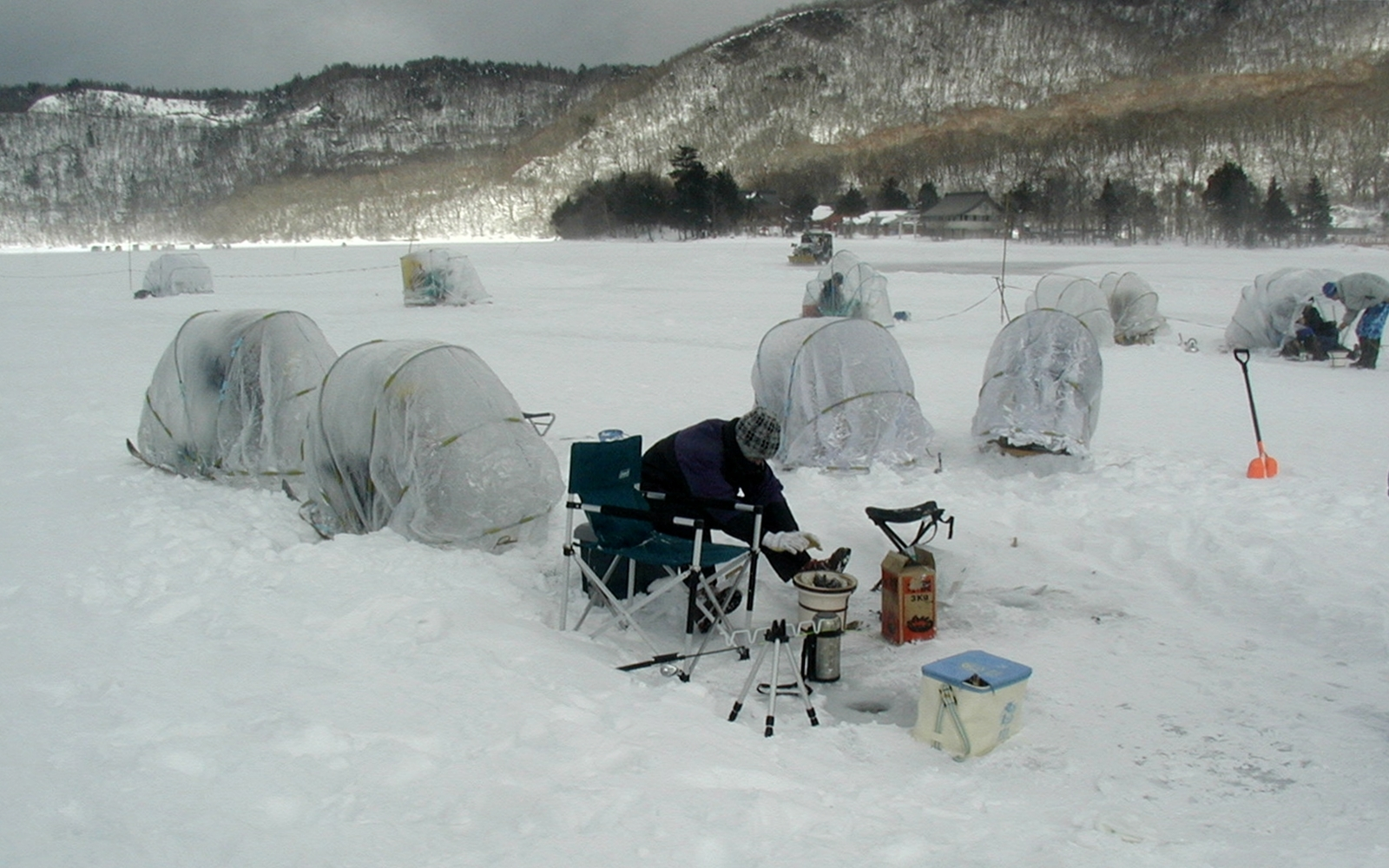
氷上で行われるワカサギの穴釣り(群馬県)

穴釣り（あなづり、やづり）とは、穴の中に餌を垂らし魚を釣り上げる漁法の一種である。古くは「やづり」と読み、ミミズなどの餌を竹先につけてウナギを釣り上げる手法を指したが、近年では「あなづり」と読み、凍った湖面に穴を開けてワカサギを釣る漁法や、消波ブロックなどの隙間に糸を垂らして根魚を狙う釣りなどを指す。根魚狙いの穴釣りと区別するため、前者を氷上穴釣りやワカサギ釣りなどと呼称する場合もある。

## 種別

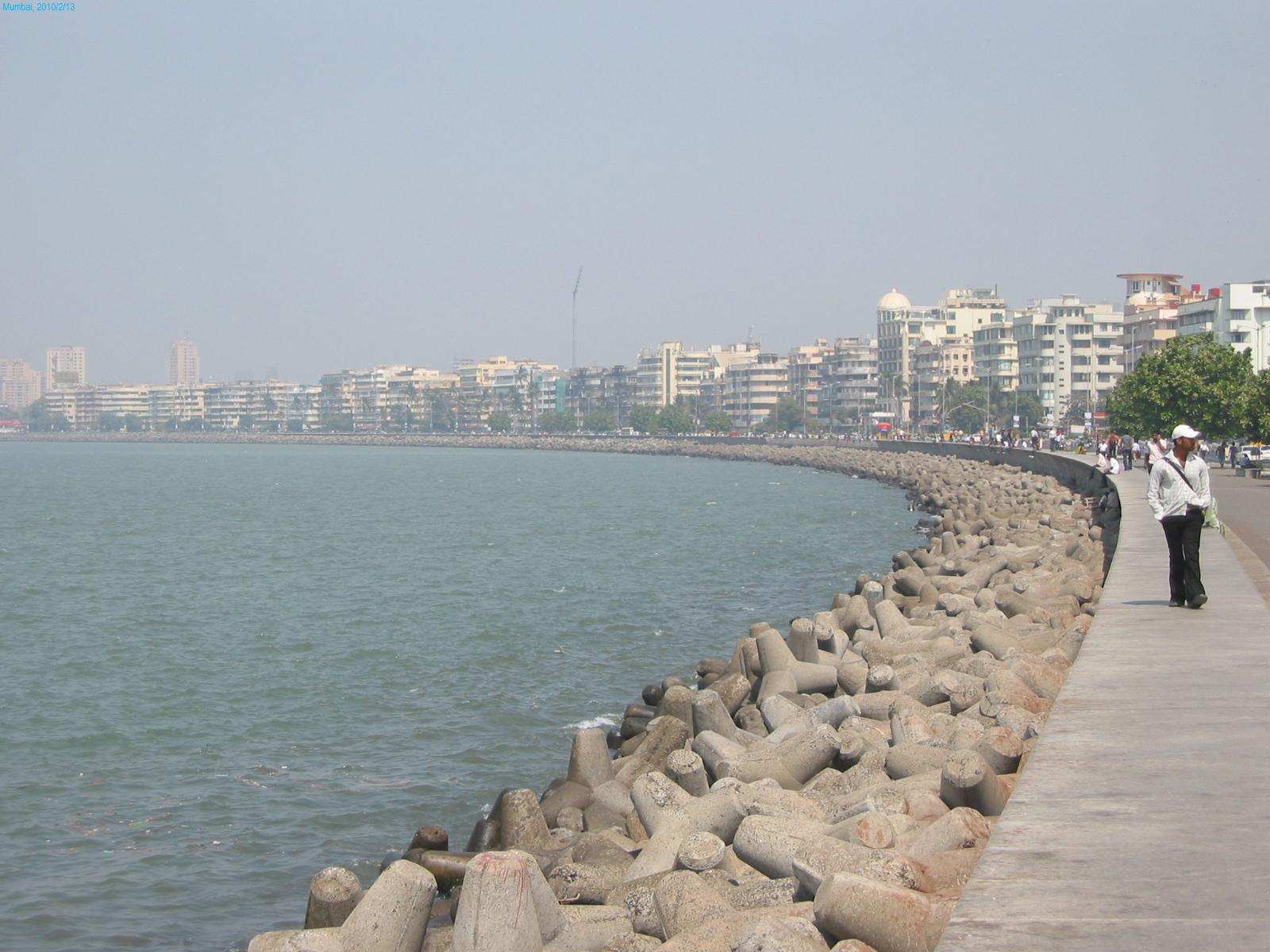
消波ブロックが配置された防波堤。

### ウナギの穴釣り
ウナギの穴釣りは、河川湖沼の浅瀬にある石垣や柵の中にミミズ、ドジョウ、タニシ、アユなどの餌を付けた竹先を突っ込んで釣り上げる漁法である。近年は護岸工事などにより河川の堤防がコンクリート化したことや、ウナギ自体の数の減少による漁獲効率の悪化などの要因により、ほとんど行われなくなった。

### ワカサギの穴釣り
遡河回遊性の魚であるワカサギは本来、島根県以北の日本海側、千葉県以北で北海道を除く太平洋側といった広い範囲に生息していたが、冬季の漁獲が期待でき、環境変動に強く、食用に適していることなどを理由に、1909年に茨城県涸沼のワカサギを福島県松川浦に放流したのを契機とし、内陸を含む100を超える全国各地の湖沼に移入された。こうした湖沼のうち、冬季に水面が氷結する地域では、氷上に穴を開けて仕掛けを垂らしてワカサギを釣る穴釣りが楽しまれていた。1936年に山中湖にワカサギの穴釣りを持ち込んだ西垣晋作は『ワカサギ（公魚）の穴釣』(1966年)の中で榛名湖で見た氷上の穴釣りの手法を村民に伝え、喜ばれた旨を記している。同様に榛名湖で教わった寒さを避けるためのボックス釣り(穴の周囲を風除けで囲う応用的な漁法)を山中湖に導入した旨について『ワカサギの穴釣り』(1940年)の中で記している。ワカサギの穴釣りは数釣りが体験できることで人気が高く、数時間で1,000匹を超えるような釣果を上げることができる場合も報告されている。近年では大型のビニール製のハウスの中で釣りができるものや、湖面の氷結が無くても釣行が可能なドーム船タイプのワカサギ釣りも提供されている。

### 根魚の穴釣り
防波堤などからテトラポッドやケーソンといった消波ブロックなどの隙間に糸を垂らして根魚を狙う漁法は「ブラクリ釣り」と呼ばれ、1970年代には既に行われていたようで、横浜が発祥の地とされている。ブラクリとは錘と針が一体となった釣り用の仕掛けを指し、消波ブロックが各地に設置される前は、磯などの天然の岩礁地帯やカジメの中などをポイントにして魚を狙っていた。場所によって違いはあるが、釣れる魚種はカサゴ、メバル、アイナメ、ソイ、アブラメなどの根魚が多く、グレ、クロダイなども釣れる場合がある。消波ブロックが各地に設置されるようになると、その隙間をポイントに定めたブラクリが販売されるようになり、穴釣りと呼称されるようになった。単純に隙間に仕掛けを落として待つ漁法で、遠投などのテクニックを必要としないことから敷居が低く、季節を問わず手軽にできることや初心者でもある程度の釣果が見込めることから人気が高まっている。反面、手軽さゆえの落水事故なども増えてきており、立ち入り禁止や釣り禁止場所に指定されることも少なくない。

## 日本国外の穴釣り

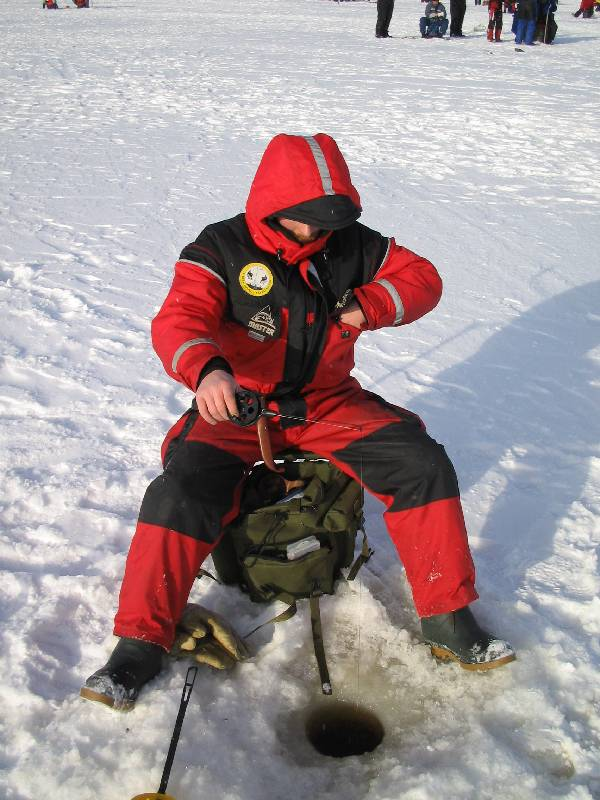
フィンランドの氷上穴釣りの様子

穴釣りの対訳としてIce fishingが充てられる場合があるが、日本国外においても氷上に穴をあけて釣りを行う文化は存在している。
北欧のフィンランドではパイエンネ湖やサイマー湖など、多くの湖が氷結するため、氷上穴釣りのツアーなどが組まれる。フィンランドでの穴釣りは、ノーザンパイクやヨーロピアンパーチといった大型の魚種を狙って、大き目の穴をあけて行われる。
アメリカ合衆国ミネソタ州のガル湖で毎年1月に開催されるBrainerd Ice Fishing Extravaganzaは、世界最大規模の穴釣りの大会と言われている。およそ1万人が参加するこの大会では、氷結した湖の上に2万個以上の穴があけられる。トラウトやニシンなどの冷水魚が豊富なカナダのシムコー湖では多数の大規模な穴釣り大会が開催されている。韓国の華川郡では100万人近い観光客が訪れるアイスフェスティバルが毎年1月に開催されているが、その中で数千人規模の参加者が氷結した漢江支流での穴釣りを楽しんでいる。世界最深を誇るロシアのバイカル湖も毎年1,000人以上が集まり、凍った湖の上で穴釣りが冬のアクティビティとして楽しまれている。

## 事故
暖房のために火を使うことから一酸化炭素中毒がおきる場合があり、死亡例もあるため、注意が呼びかけられている。
氷が割れる事故
- 2017年2月27日、岩手県奥州市江刺区のため池でワカサギ釣りをしていた4人が転落して死亡。
- 2025年1月14日、中国河北省唐山市にある小明釣場で穴釣りをしていた人々の足元の氷が割れて、少なくとも2人以上の死亡者が出た。原因はチェーンソーによる多数の大規模な穴開けによるものとされる。